# Grote vierbandspanner
De grote vierbandspanner (Xanthorhoe quadrifasiata) is een vlinder uit de familie van de spanners (Geometridae). 

## Kenmerken
De voorvleugellengte bedraagt tussen de 14 en 16 mm. De basiskleur van de voorvleugel is lichtbruin of grijsbruin. De brede grijze of grijsbruine middenband is afgezet met zwarte lijnen. In het lichtere middendeel bevindt een langgerekte middenstip.

## Levenscyclus
De grote vierbandspanner gebruikt allerlei kruidachtige planten als waardplanten. De rups is te vinden van juli tot mei en overwintert. Er is jaarlijks een generatie die vliegt van eind april tot en met augustus.

## Voorkomen
De soort komt verspreid van Europa tot Oost-Azië voor. De grote vierbandspanner is in Nederland een niet zo gewone en in België een zeldzame soort. 